# Емпајер (Калифорнија)
Емпајер (енгл. Empire) насељено је место без административног статуса у америчкој савезној држави Калифорнија.

## Демографија
По попису из 2010. године број становника је 4.189, што је 286 (7,3%) становника више него 2000. године.
| Група             | 2000.         | 2010.         |
| Белци             | 1.977 (50,7%) | 1.678 (40,1%) |
| Афроамериканци    | 21 (0,5%)     | 22 (0,5%)     |
| Азијати           | 71 (1,8%)     | 59 (1,4%)     |
| Хиспаноамериканци | 1.674 (42,9%) | 2.275 (54,3%) |
| Укупно            | 3.903         | 4.189         |